# Ercole Procaccini el Joven

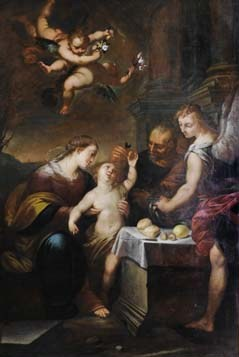
Sagrada Familia.

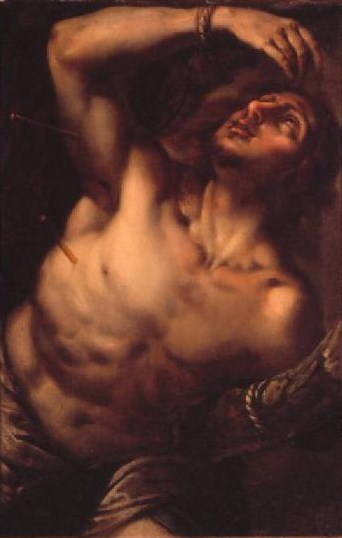
San Sebastián

Ercole Procaccini el Joven (Milán, bautizado el 6 de agosto de 1605 - Milán, 14 de noviembre de 1675 o 2 de marzo de 1680), pintor italiano activo durante el barroco. Perteneció a una célebre familia de pintores, de la que Ercole fue el último representante destacable.

## Biografía
Hijo del pintor Carlo Antonio Procaccini, bajo quien comenzó su aprendizaje. En 1621 participó como alumno en el primer curso de la Accademia Ambrosiana. Su estilo es muy dependiente del de sus admirados tíos, Camillo y Giulio Cesare, probablemente de manera consciente. Gozó de abundantes encargos durante toda su carrera, pero su estilo era retrógrado para su época, inmune a los avances que se estaban produciendo en aquellos años. Siempre miró hacia atrás, y sus modelos son muchas veces copias de los ejecutados cincuenta años antes por sus ancestros. Su paleta es amplia, con variedad de tonos, incluso los más oscuros. Fue un prolífico dibujante, como lo demuestran la gran cantidad de diseños conservados en la Ambrosiana, los Uffizi o la Galería de la Academia de Venecia. Como su abuelo homónimo (Ercole Procaccini el Viejo), se dedicó también a la enseñanza. Carlo Cesare Malvasia nos da la semblanza más completa del artista, basada en una visita realizada a Procaccini en 1667.

## Obras destacadas
- Frescos de la cúpula de San Vittore al Corpo (Milán)
- Frescos del coro de la Catedral de Monza (1662)
  - Escenas del Antiguo Testamento
- Paso del Mar Rojo (1664, Catedral de Lodi)
- San Sebastián (Ospedale Maggiore, Milán)